# Anton Malatinský
Anton Malatinský (ur. 15 stycznia 1920 w Trnawie, zm. 1 grudnia ]1992 w Bratysławie) – były słowacki i czechosłowacki piłkarz, grający na pozycji pomocnika oraz trener. Legenda Spartaka Trnawa. Rozegrał 6 meczów w reprezentacji Słowacji, a także 10 meczów w reprezentacji Czechosłowacji.
Od 14 stycznia 1998 jego nazwisko nosi miejski stadion piłkarski w Trnawie. Jego bratanek, Milan Malatinský, również był piłkarzem i reprezentantem Słowacji.

## Kariera klubowa
Większą część kariery zawodniczej spędził w Spartaku Trnawa (lata 1941–1950), grającym w tamtym okresie pod nazwami: TSS Trnawa, Sokol Trnawa i Kovosmalt Trnawa. W trakcie sezonu 1950 przeszedł do Sokola NV Bratysława, z którym kilka miesięcy później zdobył mistrzostwo Czechosłowacji. Sukces ten powtórzył w kolejnym sezonie, po czym zawiesił karierę. Wznowił ją w 1953 r. w drugoligowym Baníku Handlová, w którym występował do 1956 r.

## Kariera reprezentacyjna
W reprezentacji Słowacji zadebiutował 23 sierpnia 1942 w wygranym 1:0 towarzyskim spotkaniu z Rumunią w Bratysławie. W latach 1942–1943 rozegrał w kadrze 6 spotkań.
W reprezentacji Czechosłowacji zadebiutował 23 maja 1948 w przegranym 1:2 meczu Mistrzostw Bałkanów i Europy Centralnej z Rumunią w Bukareszcie. W 1954 r. został powołany do kadry na mistrzostwa świata w Szwajcarii, lecz na tym turnieju nie wystąpił ani razu. W latach 1948–1951 rozegrał w kadrze 10 spotkań.

## Kariera trenerska
Po zakończeniu kariery zawodniczej został cenionym trenerem, uchodzącym za dobrego stratega. Prowadził: Spartaka Trnawa, Admirę Wacker Mödling, ADO Den Haag, Slovana Bratysława, SC Eisenstadt i SKN St. Pölten. Trzykrotnie doprowadził Spartaka do mistrzostwa Czechosłowacji (1968, 1972 i 1973), a dwukrotnie do pucharu kraju (1967 i 1975). Ponadto, w sezonie 1966/67 zdobył z nim Puchar Mitropy.